# András Szatmári
Dans le nom hongrois Szatmári András, le nom de famille précède le prénom, mais cet article utilise l’ordre habituel en français András Szatmári, où le prénom précède le nom.
András Szatmári, né le 3 février 1993 à Budapest, est un escrimeur hongrois. 
Il est champion du monde 2017 à Leipzig.

## Carrière
Dès ses premiers pas en escrime, Szatmári est entraîné par György Gerevich, fils du septuple champion olympique Aladár Gerevich et également entraîneur de Áron Szilágyi et Csanád Gémesi. En 2012, il remporte le championnat d'Europe junior en individuel, puis en 2013 est vice-champion du monde juniors à Poreč. Il participe la même année aux championnats du monde, qui se tiennent dans sa ville natale de Budapest, et atteint les quarts de finale où il perd contre le futur vice-champion Nikolay Kovalev. Aux championnats du monde 2014, il s'arrête dès le premier tour. Par équipes, la Hongrie est battue par la Corée du Sud en demi-finale, mais obtient la médaille de bronze en battant la Russie.
Sa carrière prend une nouvelle envergure durant la saison de coupe du monde 2016-2017, qui le voit obtenir ses premiers podiums individuels sur le circuit, dont une victoire au Trophée Luxardo. Nouveau venu dans le top 16, il n'est qu'outsider de la compétition individuelle des championnats du monde d'escrime 2017 à Leipzig. Son parcours est sans faute cependant, battant certains des favoris, dont Max Hartung, champion d'Europe, Vincent Anstett et Gu Bon-gil en finale pour remporter sa première médaille individuelle en grand championnat.

## Palmarès
- Jeux olympiques
  -  Médaille d'argent par équipes aux Jeux olympiques d'été de 2024 à Paris
  -  Médaille de bronze par équipes aux Jeux olympiques d'été de 2020 à Tokyo

- Championnats du monde
  -  Médaille d'or en individuel aux championnats du monde de 2017 à Leipzig
  -  Médaille d'or par équipes aux championnats du monde de 2023 à Milan
  -  Médaille d'argent par équipes aux championnats du monde de 2016 à Rio de Janeiro
  -  Médaille d'argent par équipes aux championnats du monde de 2017 à Leipzig
  -  Médaille d'argent en individuel aux championnats du monde de 2019 à Budapest
  -  Médaille d'argent par équipes aux championnats du monde de 2019 à Budapest
  -  Médaille d'argent par équipes aux championnats du monde de 2022 au Caire
  -  Médaille de bronze par équipes aux championnats du monde de 2014 à Kazan
  -  Médaille de bronze par équipes aux championnats du monde de 2018 à Wuxi

- Championnats d'Europe
  -  Médaille d'or par équipes aux championnats d'Europe de 2018 à Novi Sad
  -  Médaille d'or par équipes aux championnats d'Europe de 2022 à Antalya
  -  Médaille d'or par équipes aux championnats d'Europe de 2025 à Gênes
  -  Médaille d'argent par équipes aux championnats d'Europe de 2013 à Zagreb
  -  Médaille d'argent par équipes aux championnats d'Europe de 2019 à Düsseldorf
  -  Médaille d'argent en individuel aux championnats d'Europe de 2023 à Plovdiv
  -  Médaille de bronze par équipes aux championnats d'Europe de 2015 à Montreux
  -  Médaille de bronze par équipes aux championnats d'Europe de 2017 à Tbilissi